# 洛克希德 XH-51
洛克希德 XH-51（英語：Lockheed XH-51)（Model 186）是洛克希德·馬丁設計的單引擎直升機，採用剛性旋翼和可收放滑橇起落架。XH-51是美國陸軍和美國海軍探索剛性旋翼技術而聯合開發研究計劃的實驗直升機。

## 發展

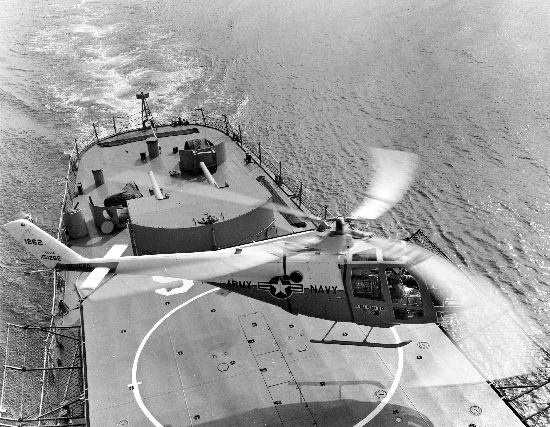
第一架XH-51A準備降落在基靈級奧茲本號驅逐艦上

洛克希德公司於1959年開始通過CL-475設計開發其剛性旋翼概念。剛性旋翼比撲旋翼直升機更靈活，而CL-475優秀的性能使洛克希德以此為基礎，架旭發展。洛克希德公司向陸軍提交CL-475作為替代H-13 蘇族偵察直昇機和OH-23 烏鴉直升機的選項。同時，洛克希德也嘗試踏足商業市場，但並沒有成功。然而，在1962年2月，CL-475與其剛性旋翼吸引到軍方，並收到陸海軍聯合項目的訂單，以評估剛性旋翼的高速飛行能力。
該項目共訂購製造了兩架4座3片旋翼的XH-51A。XH-51A（序列號 61-51262）使用1具550shp(410kW)的普惠加拿大PT6B-9渦輪軸發動機，並於 1962年11月2日首飛。隨著飛行測試的進行，原來的三葉片剛性旋翼系統 在更高的速度範圍內表現出不穩定性，洛克希德公司的工程師通過用四葉片旋翼系統改裝飛機解決了這個問題。1963 年，陸軍技術研究與評估司令部 (TRECOM) 與洛克希德公司簽訂合同，將其中一架 XH-51 飛機改裝成複合旋翼機。
第二架 XH-51A（序列號61-51263）隨後進行了改裝，增加了跨度為16.1ft(4.9m)的機翼，以及安裝在左機翼上的2,900lbf（12.9kN)普惠J60-2渦輪噴射引擎。1964年9月21日，XH-51A 複合發動機在未啟動渦輪噴氣發動機的情況下首次飛行，同時進行了平衡和操縱測試。該飛機作為真正的複合直升機於1965年4月10日首次飛行。1967年11月29日，在緩降中達到了263knots(302.6mph,486.9km/h)。最高水平飛行速度為 223223 kn（413 km/h；257 mph）。
1964 年 6 月，NASA訂購了XH-51N (NASA 531)作為直升機測試平台。
洛克希德製造了兩架展示機，命名為Lockheed Model 286，並向公眾銷售（註冊號為N286L和N265LC）。這些飛機具有XH-51N的五座配置和 XH-51A的四葉片旋翼系統。 Model 286於1966年6月30日獲得美國聯邦航空局的民用運營認證，但洛克希德公司從未出售過任何飛機。洛克希德多年來一直使用這架飛機作為行政運輸工具。 這架飛機最終被賣給了一位收藏家，後來在1988年被大火燒毀。
為了滿足美國陸軍針對攻擊直升機的“高級空中火力支援系統”計劃，洛克希德公司設計了一種剛性旋翼複合直升機，其尾部裝有推進器螺旋槳，編號為AH-56夏延直升機。 然而，技術問題首先導致延誤，然後導致停產。由於軍種間的競爭和政治問題，AH-56最終於1972年取消，並成為洛克希德公司研發的最後一架直升機。

## 型號
- XH-51A

4座3片旋翼的版本
- XH-51A Compound

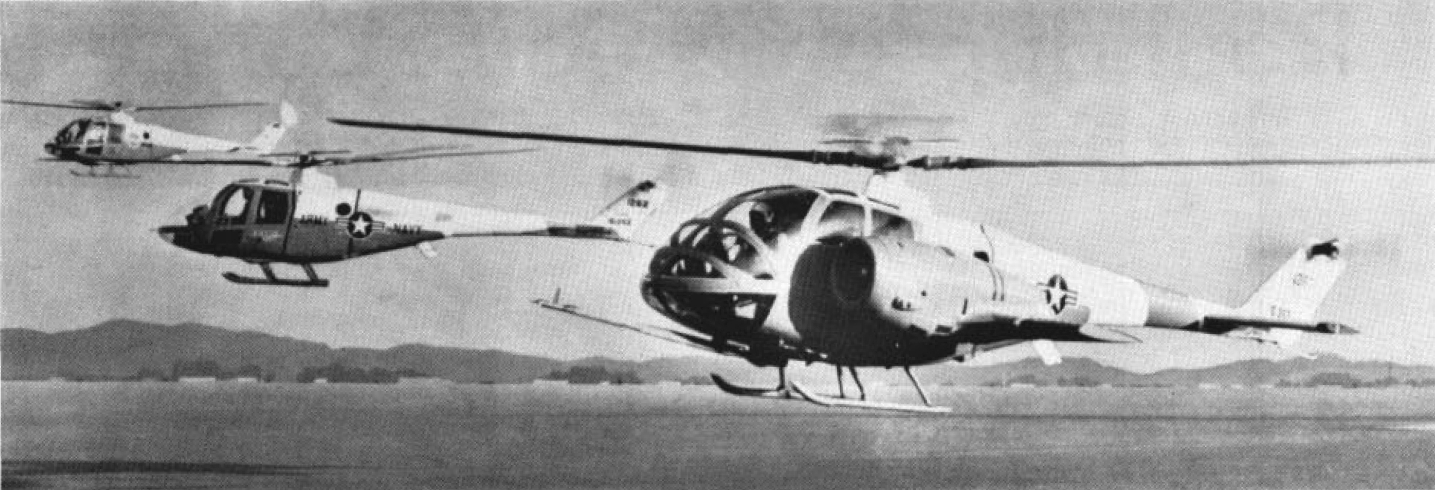
飛行中的3架XH-51A

有四片旋翼和短翼以及額外輔助的2,900lbf(12.9kN)普惠J60-2發動機
- XH-51N

公、NASA測試的5座3片旋翼的版本
- Model 286

五架試圖作為民用直升機或輕型軍用直升機出售的版本，皆未售出

## 外部連結
- XH-51A newsreel at archive.org (begins at 3:47 mark)

 （页面存档备份，存于）